# Tabanus namibiensis
Tabanus namibiensis är en tvåvingeart som beskrevs av Travassos Santos Dias 1989. Tabanus namibiensis ingår i släktet Tabanus och familjen bromsar.
Artens utbredningsområde är Namibia. Inga underarter finns listade i Catalogue of Life.